# Carel Hendrik Bartels
Carel Hendrik Bartels (29 septembre 1792 - 10 février 1850) est le commerçant et homme d'affaires afro-européen (en) le plus riche et le plus important de la Côte-de-l'Or néerlandaise au cours du deuxième quart du XIXe siècle. Outre ses activités entrepreneuriales, Bartels est également juge et membre du gouvernement colonial d'Elmina, faisant de lui l'un des hommes les plus importants de la ville.
Bartels a une entrée dans The Pen-Pictures of Modern Africans and African Celebrities (en) de Hutchison. L'historien américain Larry W. Yarak retrouve une gravure basée sur une photographie de Bartels en 1995.

## Biographie
Carel Hendrik Bartels est né à Elmina de Cornelius Ludewich Bartels, gouverneur général de la Côte de l'Or, et de la locale afro-européenne Maria Clericq. On sait peu de choses sur sa jeunesse, mais on sait qu'il est envoyé aux Pays-Bas pour son éducation. En août 1814, Bartels retourne sur la Côte-de-l'Or avec le premier navire après la défaite de Napoléon Bonaparte à la bataille de Leipzig, et fait office de messager officiel des autorités néerlandaises pour cette nouvelle.
Entre 1814 et 1820, Bartels est employé dans l'administration coloniale. À partir de 1839, Bartels est juge à la Cour de justice d'Elmina et membre du conseil colonial.

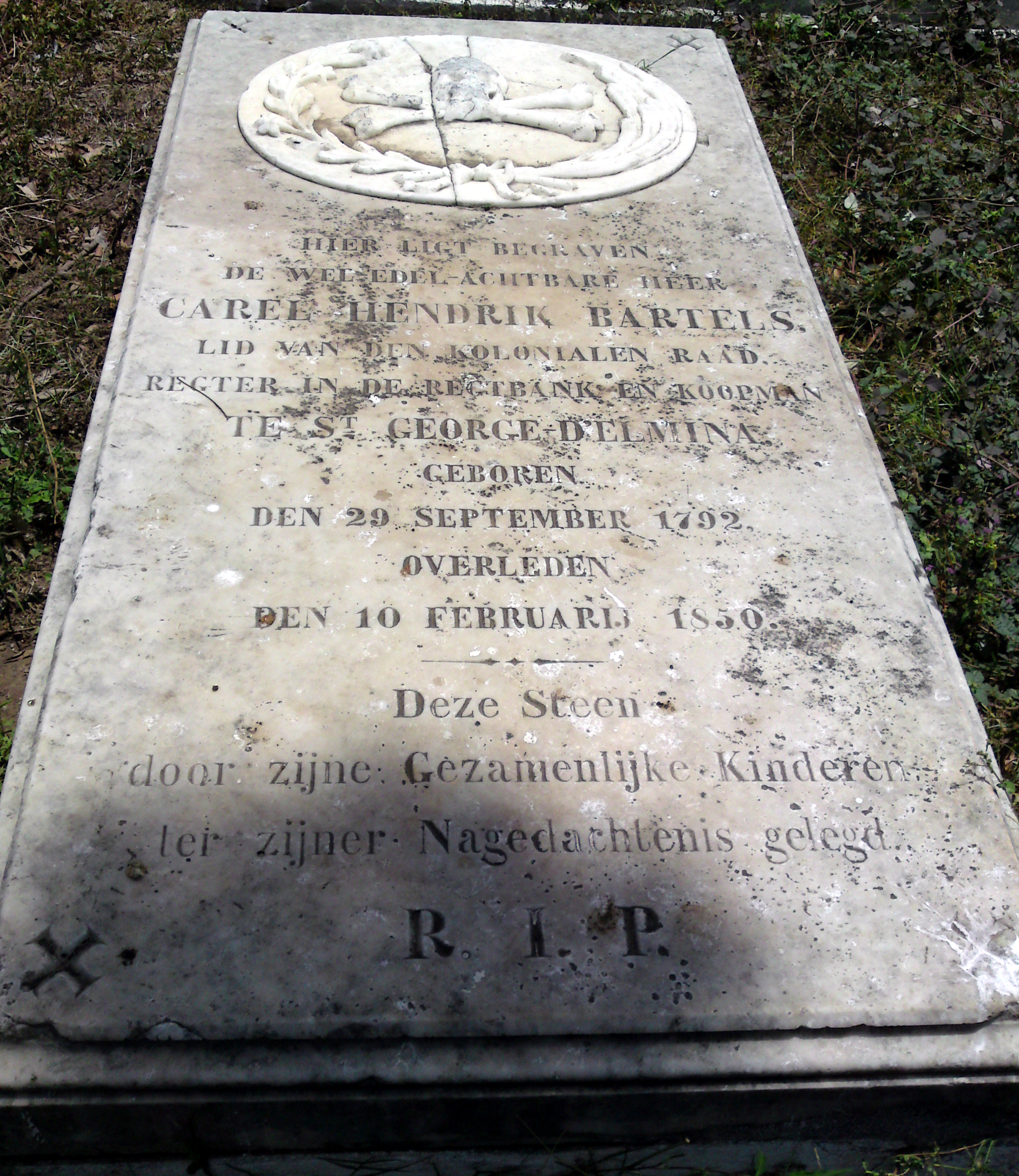
Pierre tombale de Carel Hendrik Bartels tombe dans le cimetière hollandais d'Elmina.

Bartels est décédé le 10 février 1850. Il est inhumé au cimetière hollandais d'Elmina.

## Famille
Bartels est le fondateur de l'influente famille afro-européenne Bartels sur la Côte de l'Or. Il est marié à Adjua Ere-ëba, avec qui il a cinq filles et un fils :
- Manza Henrietta Bartels, qui a épousé le gouverneur Anthony van der Eb
- Amba Amélia Bartels (1816–1882)
- Maria Amba Bartels (1822–1863), qui a épousé le maître des travaux et des magasins Hubertus Varlet
- Willem Bartel (1823-1844)
- Jacoba Araba Bartels (1824–1848), qui a épousé le gouverneur Willem George Frederik Derx
- Anna Esson Bartels (1829-1907)

Bartels a également un fils issu d'une liaison extraconjugale avec Catharina Rühle, également afro-européenne :
- Louis Bartel (1818-1857)

Enfin, Bartels a quatre enfants avec Amba Praba :
- Charlotte Bartels (1817–1873), qui a épousé le commandant Martinus Swarte
- Carel Bartel (1818–1890)
- Christina Bartels (1826–1854), qui a épousé le gouverneur Hendrik Doijer
- Jacob Bartels (1830–1872), arrière-grand-père de Francis Lodowic Bartels